# Air Terrex

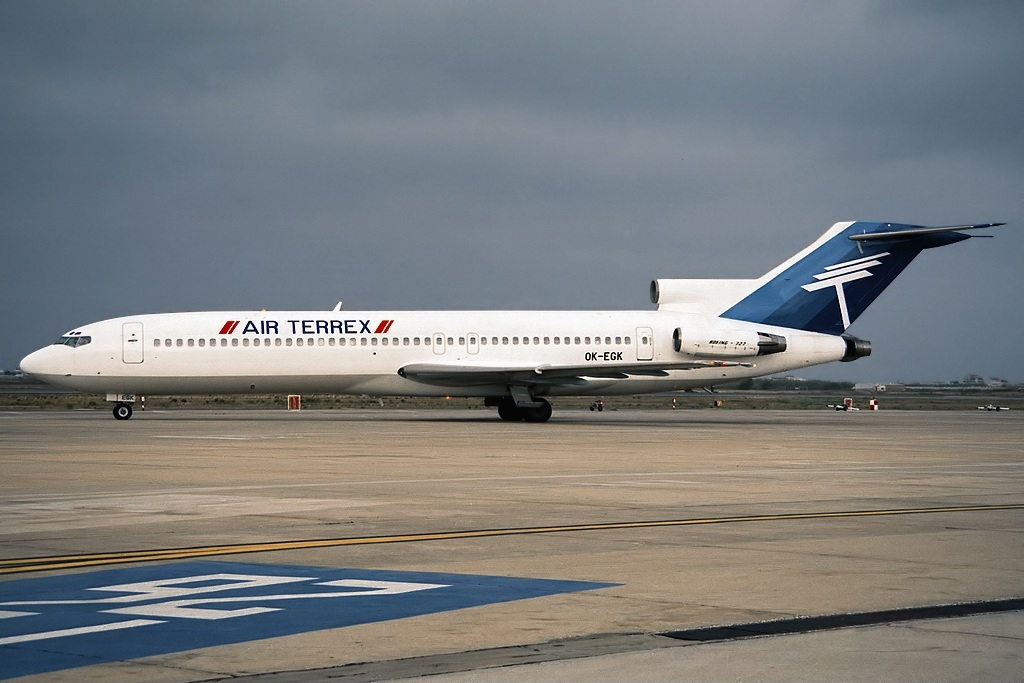
Boeing 727-2D3 Air Terrex v roce 1993

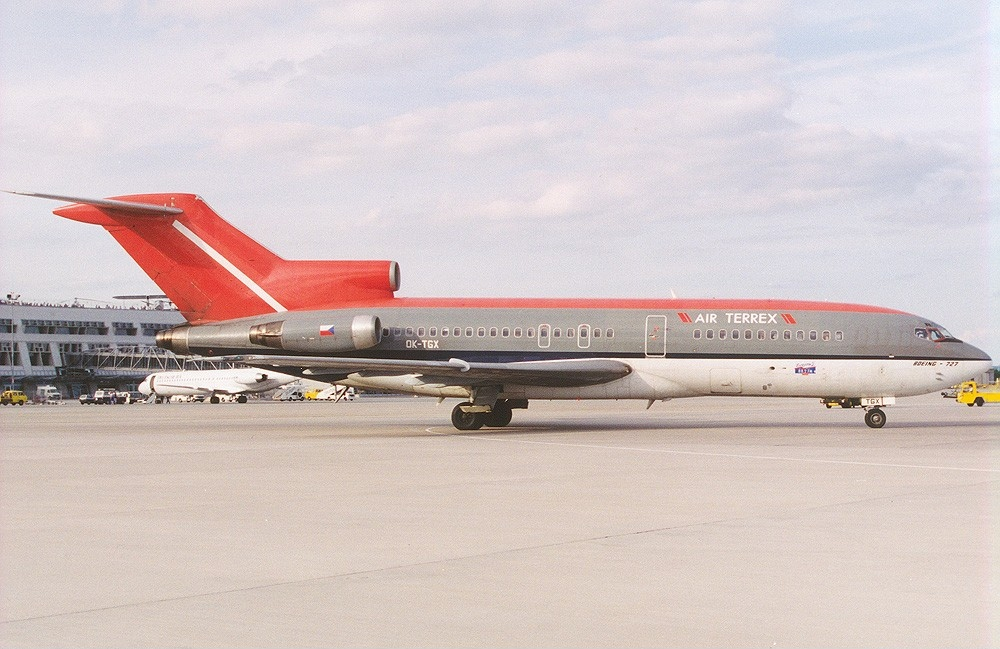
Boeing 727-51 Air Terrex v roce 1993 ve starém zbarvení Northwest Airlines, od kterých bylo letadlo odkoupeno

Air Terrex byla česká charterová letecká společnost. Byla založena v roce 1992 majitelem Terrex Group, Martinem Michalem. Soustředila se na lety z ČR do jižních částí Evropy, Kanárské ostrovy a severní Afriky. V roce 1993 založila první soukromou českou pravidelnou linku na trase Praha – Brno – Bratislava. Později se část společnosti rozdělila na Air Terrex Slovakia, dále Air Slovakia. Air Terrex zbankrotoval v roce 1995.

## Flotila
Air Terrex ve své flotile vystřídal za dobu provozu následující letouny:
| Typ                         | Počet | Poznámky | Poznámky                                                                                             | Imatrikulace      |
| --------------------------- | ----- | --- | --- | ----------------- |
| Boeing 727-051              | 2     | Rok výroby 1964, zakoupený od amerických Northwest Airlines, později létaly pro afghánské Kam Air.                                                                     | Air Terrex byl společně s Bemoair jednou z českých společností, které tento typ v Česku provozovaly. | OK-TGX, OK-UGZ    |
| Boeing 727-200              | 3     | Roky výroby 1974, 1979, 1972 (třetí určen pro Air Terrex Slovakia), OK-EGK vyrobeno v roce 1974, převzato po společnosti Dan Air London. OK-JGY najal Pacific Airlines | Air Terrex byl společně s Bemoair jednou z českých společností, které tento typ v Česku provozovaly. | OK-EGK, OK-JGY, ? |
| Let 410 Turbolet            | 1     | Létalo na trase Praha – Brno – Bratislava. | | ?                 |
| Cessna 421C Golde Eagle III | 1     | | | OK-LKK            |
| Celkem                      | 7     | | |                   |